# Episodi di Arrow (ottava stagione)
L'ottava e ultima stagione della serie televisiva Arrow, composta da 10 episodi più uno speciale, è stata trasmessa in prima visione assoluta negli Stati Uniti d'America da The CW dal 15 ottobre 2019 al 28 gennaio 2020.
In Italia, la stagione è andata in onda dal 3 aprile al 5 giugno 2020 su Premium Action. L'ultimo episodio insieme allo speciale (Arrow:Hitting the bullseye) sono stati trasmessi in unica serata il 5 giugno 2020.
 Gli episodi 8, 9 e 10, di cui l’ottavo come crossover, erano inizialmente stati programmati con la trasmissione della versione sottotitolata in italiano, in quanto non ancora doppiati a causa dell'emergenza COVID-19. Successivamente, con un post sulla pagina Facebook ufficiale, la rete annunciava che le puntate finali sarebbero andate in onda regolarmente doppiate in italiano. 
 In chiaro è stata trasmessa su Italia 1 ogni sabato nel day-time dal 9 gennaio 2021 al 13 febbraio 2021.
L’ottavo episodio della stagione è parte di un crossover con tutte le altre serie dell'universo DC/CW, ovvero: la quinta stagione di Supergirl, la prima stagione di Batwoman, la sesta stagione di The Flash e la quinta stagione di DC's Legends of Tomorrow.
L'antagonista principale è Mobius / Anti-Monitor
| n. | Titolo originale                     | Titolo italiano                       | Prima TV USA     | Prima TV Italia |
| -- | ------------------------------------ | ------------------------------------- | ---------------- | --------------- |
| 1  | Starling City                        | Starling City                         | 15 ottobre 2019  | 3 aprile 2020   |
| 2  | Welcome To Hong Kong                 | Benvenuti a Hong Kong!                | 22 ottobre 2019  | 10 aprile 2020  |
| 3  | Leap of Faith                        | Atto di fede                          | 29 ottobre 2019  | 17 aprile 2020  |
| 4  | Present Tense                        | Il presente                           | 5 novembre 2019  | 24 aprile 2020  |
| 5  | Prochnost                            | Prochnost                             | 19 novembre 2019 | 1º maggio 2020  |
| 6  | Reset                                | Reset                                 | 26 novembre 2019 | 8 maggio 2020   |
| 7  | Purgatory                            | Purgatorio                            | 3 dicembre 2019  | 15 maggio 2020  |
| 8  | Crisis On Infinite Earths: Hour Four | Crisi sulle Terre infinite - IV Parte | 14 gennaio 2020  | 22 maggio 2020  |
| 9  | Green Arrow and the Canaries         | Green Arrow & le Canary               | 21 gennaio 2020  | 29 maggio 2020  |
| 10 | Fadeout                              | Dissolvenza                           | 28 gennaio 2020  | 5 giugno 2020   |
| SP | Arrow: Hitting the Bullseye          | Arrow - Bersaglio centrato -          | 28 gennaio 2020  | 5 giugno 2020   |

## Starling City
- Titolo originale: Starling City
- Diretto da: James Bamford
- Scritto da: Beth Schwartz e Oscar Balderrama

### Trama
Mar Novu / The Monitor invia Oliver Queen su Terra-2 per recuperare particelle di stelle nane, ma vengono rubate da Tommy Merlyn di quella Terra, che sta cercando di usarle per livellare le radure con la propria versione di "Undertaking". Oliver unisce le forze con John Diggle di Terra-1, nonché con Laurel Lance e Adrian Chase di Terra-2, per fermare Tommy e recuperare le particelle. Proprio mentre Oliver e Diggle stanno per andarsene, un'onda anti-materia consuma improvvisamente tutta la Terra-2, dando a malapena a loro e a Laurel il tempo di fuggire su Terra-1 Nei flashforward del 2040, Connor Hawke, Mia Smoak, William Clayton e Zoe Ramirez incontrano la banda Deathstroke, guidata dal fratello adottivo di Connor John Diggle "JJ" Jr., che sono diventati più potenti dalla distruzione del muro tra Star City e The Glades.
- Guest star:Susanna Thompson (Moira Queen), John Barrowman (Malcolm Merlyn), Josh Segarra (Adrian Chase), Andrea Sixtos (Zoe Ramirez), Charlie Barnett (John Diggle Jr), Colin Donnell (Tommy Merlyn).
- Ascolti USA: telespettatori 840 000[8]

## Benvenuti a Hong Kong!
- Titolo originale: Welcome to Hong Kong
- Diretto da: Antonio Negret
- Scritto da: Jill Blankenship e Sarah Tarkoff

### Trama
The Monitor porta Oliver a Hong Kong per raccogliere il biofisico Robert Wong, costretto a ricreare il virus Alpha / Omega. Nel frattempo, Laurel si precipita per riparare il suo dispositivo di violazione. Mentre Oliver e Diggle apprendono di più su Wong, i membri della Triade li attaccano, Tatsu Yamashiro viene in loro aiuto e rivela che conosce Monitor. Oliver localizza Wong, ma China White riesce a rapirlo. Dopo aver ottenuto un campione del virus Alpha / Omega, Oliver organizza un accordo con China. Mentre Oliver salva Wong, Tatsu tiene impegnata la donna, che la trafigge prima che Laurel la faccia esplodere. Dopo aver parlato con Tatsu, Oliver ha in programma di ottenere ulteriori risposte sul Monitor di Nanda Parbat. Altrove, viene rivelato che Lyla Michaels sta lavorando con Monitor mentre lei gli consegna Wong. Nei flashforward, William lavora per riparare un dispositivo ottenuto dalla Deathstroke Gang mentre Mia, Connor e Zoe si dirigono verso un mercato nero in cui JJ ha intenzione di vendere. Quando arriva la banda Deathstroke, Connor e JJ entrano in un parcheggio, anche se il gruppo del primo è costretto a lasciarlo andare quando rivela che i suoi uomini hanno fatto irruzione nel bunker segreto dove c'è William.
- Guest star: Audrey Marie Anderson (Lyla Michaels), Rila Fukushima (Tastu Yamashiro), Kelly Hu (China White), Andrea Sixtos (Zoe Ramirez), Charlie Barnett (John Diggle Jr), David Chin (Robert Wong)
- Ascolti USA: telespettatori 770 000[9]

## Atto di fede
- Titolo originale: Leap of Faith
- Diretto da: Katie Cassidy
- Scritto da: Emilio Ortega Aldrich e Elizabeth Kim

### Trama
Oliver si dirige a Nanda Parbat per ottenere maggiori informazioni su Monitor da Talia al Ghul, dove si riunisce con sua sorella Thea e la informa della sua morte imminente. Oliver, Thea e Talia hanno in programma di recuperare un antico libro di testo, ma vengono aggrediti da Atena e dalla Lega degli Assassini. Il trio riesce a fuggire e alla fine trova il libro; apprendendo che il Monitor potrebbe effettivamente causare la crisi in arrivo piuttosto che prevenirla. Nel frattempo, Diggle e Lyla rintracciano Farzad Qadir, che tiene prigionieri madre e figlio. Mentre i due liberano i prigionieri e uccidono Qadir nel processo, Diggle scopre che il nome del ragazzo è Connor. In avanti, William riuscì a fuggire dalla banda di Deathstroke attraverso una botola nel bunker. Scopre il loro prossimo piano, ma viene interrotto da Mia, Connor e Zoe. J.J. sconfigge Mia, ma quando Zoe lo attacca, la uccide. Connor batte J.J. in preda alla rabbia, ma prima che possa ucciderlo, Connor, William e Mia sono misteriosamente teletrasportati nel bunker del 2019 dove incontrano Oliver, Dinah, Rene e Diggle.
- Guest star: Willa Holland (Thea Queen), Audrey Marie Anderson (Lyla Michaels), Andrea Sixtos (Zoe Ramirez), Charlie Barnett (John Diggle Jr), Lexa Doig (Talia al Ghul), Kira Zagorsky (Athena)
- Ascolti USA: telespettatori 760 000[10]

## Il presente
- Titolo originale: Present Tense
- Diretto da: Kristin Windell
- Scritto da: Oscar Balderrama e Jeane Wong

### Trama
Il futuro e il presente Team Arrow si incontrano senza sapere come il primo ha viaggiato nel presente. Mia e Connor scelgono di mantenere segreti i dettagli del loro tempo dagli altri, ma William prevede che presto diventeranno sospettosi. Nel frattempo, Grant Wilson guida un esercito come nuovo Deathstroke per distruggere Star City. Dopo che Mia e Connor hanno scambiato Grant per un J.J. sfollato nel tempo, si confrontano con Present Team Arrow. William e Connor ammettono cosa succede ai loro tempi; incluso come J.J. diventa il successore di Grant e uccide Zoe. Diggle e Rene rimangono devastati ma determinati a cambiare il destino dei loro rispettivi figli. Le due squadre lavorano insieme per fermare Grant e viene arrestato. Curtis dice a Oliver che le forze armate russe hanno schemi e componenti per costruire un'arma antimateria. Diggle si riconcilia con Connor. Laurel e Dinah, incuriositi dalle azioni dei loro futuri sé, fanno piani per formare le Canarie prima del previsto. René inizia la sua campagna alle Glades. Oliver inizia a essere padre di Mia. Più tardi quella notte, il Monitor fa un accordo con Laurel; promettendo di ripristinare Terra-2 se tradisce Oliver.
- Guest star: Echo Kellum (Curtis Holt), Venus Terzo (Elisa Schwartz), Jamie Andrew Cutler (Grant Wilson / Deathstroke)
- Ascolti USA: telespettatori 620 000[11]

## Prochnost
- Titolo originale: Prochnost
- Diretto da: Laura Belsey
- Scritto da: Benjamin Raab e Deric A. Hughes

### Trama
Oliver scopre che il loro prossimo obiettivo è il generale russo Alexi Burov, che sta lavorando a un'arma del generatore di onde di impulsi che richiede il plutonio. Oliver prende William, Mia e Laurel per rubare i piani delle armi. Laurel scopre che Lyla sta lavorando con il Monitor, con il quale accetta anche di lavorare rubando i piani delle armi prima di Oliver. Oliver chiede assistenza ad Anatoly Knyazev per condurlo a Burov, il quale spiega di aver abbandonato i piani, sebbene li abbia archiviati su un disco rigido. Burov richiede uno scambio: una partita in gabbia per il drive in Bloodbath, che Oliver accetta. Successivamente, i Bratva guidati da Oleg intervengono e uccidono fatalmente Burov prima di catturare la squadra fino a quando Laurel e Anatoly vengono a liberarli con l'aiuto di William. Il team quindi recupera con successo il drive e celebra la vittoria prima di tornare a Star City. Nel frattempo, Diggle recluta un riluttante Roy Harper in una rapina per il plutonio. Seguendo la rapina, Roy decide di rimanere a Star City per aiutare la squadra contro il Monitor. Più tardi quella notte, Laurel rifiuta l'offerta di Lyla di unirsi alla sua missione, portando con sé Oliver e Diggle, che scoprono il tradimento di Lyla ma che vengono immediatamente narcotizzati con dei tranquillanti, insieme a Laurel stessa.
- Ascolti USA: telespettatori 740 000[12]

## Reset
- Titolo originale: Reset
- Diretto da: David Ramsey
- Scritto da: Onalee Hunter Hughes e Maya Houston

### Trama
Oliver si sveglia a Star City, dove arriva ad un galà per trovare un Quentin Lance vivente come sindaco. Quando i mercenari prendono l'ostaggio del Dipartimento di Polizia di Star City e chiedono di parlare con il sindaco, Quentin accetta le loro condizioni mentre Oliver prende i mercenari; solo per il loro leader di scatenare una bomba. Oliver si sveglia nella stessa posizione con Laurel che subisce lo stesso effetto. Ogni tentativo di fermare la bomba provoca la morte di Quentin. Mentre Laurel ha superato la sua prova di venire a patti con la morte di Quentin, a Lyla viene detto da Olla che deve superare il destino per superare questo. Dopo una conversazione con Quentin, Oliver subisce un reset e consente a Quentin di soddisfare il suo destino. Successivamente, Lyla ritorna e afferma di aver superato il test del Monitor permettendo a Quentin di avere i suoi ultimi momenti. Inoltre, afferma anche che il Monitor è stato quello che ha portato William, Mia e Connor al presente. Oliver e Laurel si svegliano in una tenda su Lian Yu e presto vengono accompagnati da Diggle, William, Mia e Connor per la loro missione finale.
- Ascolti USA: telespettatori 790 000[13]

## Purgatorio
- Titolo originale: Purgatory
- Diretto da: James Bamford
- Scritto da: Rebecca Bellotto e Rebecca Rosenberg

### Trama
Il team apprende che Lian Yu ha emesso un'enorme quantità di strana energia e Lyla incarica William di creare un'arma per sfruttarla, mentre il plutonio viene trasportato da Dinah, Rene e Roy. All'arrivo, il loro aereo viene abbattuto da un missile e lo schianto atterra sull'isola. Diggle, Lyla e Connor salvano Dinah e Rene, mentre Oliver e Laurel recuperano il plutonio. Tuttavia, vengono affrontati da Edward Fyers, Billy Wintergreen passati nemici di Oliver che furono tutti rianimati dall'energia soprannaturale dell'isola e anche il suo amico e mentore Yao Fei. Nel frattempo, il gruppo di Diggle trova Roy, il cui braccio destro è bloccato; costringendo Connor ad amputarlo, dopo che William completa l'arma, Lyla la attiva e si trasforma; assorbendo l'energia dell'isola e facendo scomparire gli abitanti rianimati prima di entrare in un portale. In seguito ritorna, con il nome di Harbinger definendosi ora un "presagio di cose a venire", e informa Oliver e Mia che la crisi è iniziata mentre il cielo diventa rosso. Su Terra-1, a Central City, Nash Wells viene trascinato dentro a un muro di simboli da una luce accecante.
- Ascolti USA: telespettatori 830 000[14]

## Crisi sulle Terre infinite - IV Parte
- Titolo originale: Crisis on Infinite Earths: Hour Four
- Diretto da: Glen Winter
- Scritto da: Marv Wolfman e Marc Guggenheim

### Trama
Un flashback mostra un giovane Mar Novu sul pianeta Maltus che apre un portale per vedere l'alba dei tempi, solo per finire nell'Antiverso e scatenare Mobius (l'Anti-Monitor). Nel frattempo, intrappolati nel punto zero, i Paragon tentano di trovare una via d'uscita per salvare il multiverso con Barry Allen che torna dalla Forza della velocità dopo mesi (2 secondi per lui). Proprio quando hanno perso ogni speranza, Oliver torna sotto forma de "lo Spettro", dà a Barry il potere di ritornare nella Forza della velocità portando con sé i Paragon e viaggiare così fino all'alba dei tempi per fermare il malvagio Anti-Monitor. Quest'ultimo però riesce a contrastarli dividendo così gli eroi: Kara Danvers, Ryan Choi e Lex Luthor giungono su Maltus per fermare Novu, gli altri invece si perdono nei ricordi di Oliver. Barry recupera tutti e, nonostante il team di Kara riesca a fermare Novu, quando arrivano all'alba dei tempi, apprendono che l'Anti-Monitor è stato rilasciato ad ogni modo. Guidati da Oliver, i Paragon combattono l'essere divino e i suoi demoni ombra. Dopo un'intensa battaglia, Oliver/Spettro tiene a bada l'Anti-Monitor abbastanza a lungo da riavviare il multiverso usando il potere dello Spettro combinato con il Libro del Destino. Nonostante ci riesca, Oliver muore una seconda volta davanti agli occhi di Barry e di Sara Lance. La storia continua e conclude nella quinta stagione di Legends of Tomorrow.
- Nota. Con questo episodio prosegue un evento crossover iniziato nell'episodio Crisi sulle Terre infinite - I Parte della serie Supergirl, proseguito poi negli episodi Crisi sulle Terre infinite - II Parte della serie Batwoman e Crisi sulle Terre infinite - III Parte di The Flash, e che si concluderà nell'episodio Crisi sulle Terre infinite - V Parte della serie Legends of Tomorrow.
- Guest star: Melissa Benoist (Kara Danvers / Kara Zor-El / Supergirl), David Harewood (J'onn J'onzz / Martian Manhunter), Caity Lotz (Sara Lance / White Canary), Brandon Routh (Ray Palmer / Atom), Tyler Hoechlin (Clark Kent / Superman), Elizabeth Tulloch (Lois Lane), Ruby Rose (Kate Kane / Batwoman), Grant Gustin (Barry Allen / Flash), Jon Cryer (Lex Luthor), Osric Chau (Ryan Choi)
- Ascolti USA: telespettatori 1 410 000[15]

## Green Arrow & le Canary
- Titolo originale: Green Arrow and the Canaries
- Diretto da: Tara Miele
- Scritto da: Beth Schwartz, Marc Guggenheim, Jill Blankenship e Oscar Balderrama

### Trama
Nel post-crisi 2040, due decenni dopo il sacrificio di Oliver, il crimine ha raggiunto un livello tranquillo, Mia conduce una vita di successo con J.J. come suo fidanzato e Zoe è viva. Quando la figlia di Helena Bertinelli, Bianca, scompare, Laurel chiede aiuto a Dinah nel trovarla: quindi recluta una riluttante Mia, ripristinando i suoi ricordi pre-crisi con la tecnologia marziana sviluppata da Cisco Ramon, e riesce a convincerla ad assumere il mantello di Green Arrow. Mia, Dinah e Laurel salvano Bianca dalla prigionia del suo ex fidanzato Trevor, in possesso di una maschera Deathstroke. Proprio mentre Mia viene a sapere che sta lavorando per qualcun altro, Trevor parte dalla linea del gas e scappa. Successivamente, Dinah decide di istituire la rete delle Canary. Al memoriale di Oliver, Mia riconosce la pietra dell'onore che William gli ha regalato da adolescente come il tatuaggio sulla mano di Trevor prima di essere narcotizzata da uomini mascherati che si allontanano insieme a William e lasciando la ragazza a terra ai piedi della statua di Oliver. Altrove allo stesso tempo, una figura misteriosa tende un'imboscata a JJ e usa la stessa tecnologia marziana per ripristinare i suoi ricordi pre-crisi, dicendo a JJ che ha bisogno di lui.
- Guest star: Charlie Barnett (John Diggle Jr), Andrea Sixtos (Zoe Ramirez), Raigan Harris (Bianca Bertinelli), Chad Duell (Trevor)
- Ascolti USA: telespettatori 890 000[16]

## Dissolvenza
- Titolo originale: Fadeout
- Diretto da: James Bamford
- Scritto da: Marc Guggenheim e Beth Schwartz

### Trama
A seguito degli eventi della Crisi, i cambiamenti su Terra-Prime stanno iniziando a farsi notare grazie ad Oliver. Ad esempio, Diggle e Lyla hanno recuperato la loro figlia Sara che Barry aveva cancellato per sbaglio dopo gli incidenti di Flashpoint, Moira Queen è stata salvata da Oliver, e quindi non è mai stata uccisa da Slade Wilson, Tommy e Quentin sono sopravvissuti ed Emiko è ancora viva e alla fine si riconcilia con la famiglia Queen. Tuttavia, il Team Arrow è ancora in lutto per la morte di Oliver e si prepara al suo funerale. Il crimine è drasticamente diminuito a Star City in seguito alle conseguenze della sconfitta dell'Anti-Monitor. Quentin ha offerto la carica di sindaco a Rene, mentre a Dinah viene offerta una promozione per diventare capo della polizia, che in seguito rifiuterà. Tuttavia, Diggle cerca di negare a se stesso che Star City sia più sicura e che i vigilanti non siano più necessari, lasciandolo impreparato per l'imminente funerale di Oliver. Roy è anche nervoso perché questo significa che sarà costretto a confrontarsi con Thea, che aveva lasciato dopo che la sua sete di sangue lo aveva portato a uccidere tre guardie di sicurezza. Sara Lance viaggia fino al 2040 e riporta Mia Smoak nel 2020 per partecipare al funerale di suo padre. Nel frattempo Felicity torna a Star City. Tuttavia, apprendono che il giovane William era stato rapito da Central City, allarmando il Team Arrow. Diggle, Laurel di Terra-2, Rene, Dinah, Curtis, Mia, Roy, Felicity, Rory, Thea e Lyla rintracciano le possibili posizioni in cui potrebbe trovarsi William, il gruppo si divide per coprire ogni posizione. Lyla diventa ossessionata dal salvare William per un senso di obbligo dovuto al fatto che Oliver ha salvato la sua famiglia con la creazione del nuovo universo. Inoltre, Roy si scusa con Thea per averla abbandonata e le propone di sposarlo. Mia, con la tuta di Green Arrow, raggiunge il rapitore, che si rivela essere John Byrne, il primo uomo che Oliver ha risparmiato e mandato in prigione. Arrabbiato con Oliver per averlo mandato in prigione, implora Mia di ucciderlo ma lei rifiuta, perché anche Oliver non l'aveva ucciso, e lo consegna alla polizia. Dopo aver salvato William, Felicity è nervosa per l'incontro con la versione adulta di sua figlia. Thea accetta la proposta di Roy. Laurel ha una riunificazione commovente con Quentin, mentre Diggle accetta che Star City sia finalmente al sicuro e non abbia più bisogno dei vigilanti. Lui e Lyla hanno in programma di trasferirsi a Metropolis. Dinah fa lo stesso, ammettendo che non è rimasto nulla per lei a Star City. Quentin fa erigere una statua in onore di Green Arrow, colui che ha salvato Star City. Al funerale, Thea e Moira incontrano Emiko e la accolgono nella famiglia a braccia aperte. Nyssa al Ghul si riconcilia con sua sorella maggiore Talia. Mia adulta incontra Felicity del 2020. Barry e Kara arrivano al funerale e confortano una Felicity in lutto, entrambi sconvolti dalla morte di Oliver. Laurel scopre che il suo doppelgänger di Terra-1 ha sposato Tommy e trova conforto in questo fatto: anche se Laurel di Terra-1 non è risorta, ha trovato la felicità nella vita. Tra le persone presenti, Diggle viene scelto per tenere un discorso su Oliver, in cui lo considera un eroe e suo fratello. Diggle e la sua famiglia stanno per andarsene quando l'uomo viene colpito dallo schianto di un presunto meteorite e scopre una scatola misteriosa che si illumina di verde. Rene succede a Quentin come sindaco di Star City, mentre Mia ritorna nel 2040 dopo aver omaggiato la statua di suo padre. Nel maggio 2040, Felicity incontra Mar Novu, che la riunisce con Oliver nell'aldilà che assomiglia all'ex ufficio di Moira alla Queen Consolidated. Oliver rivela a Felicity che era stato il primo posto in cui l'aveva vista, quando, in uno dei flashback della terza stagione, è stato costretto a intrufolarsi nella Queen Consolidated. Mentre entrambi guardano fuori dalla finestra sull'immaginazione di Star City di Oliver, egli afferma che è una lunga storia e che ha tutto il tempo del mondo per raccontarla.
- Ascolti USA: telespettatori 730 000[17]

## Arrow - Bersaglio centrato -
- Titolo originale: Arrow: Hitting the Bullseye

### Trama
Episodio speciale che ripercorre gli otto anni della serie.